# فرنسيس لوفيت كارتر-كوتن
فرنسيس لوفيت كارتر-كوتن هو سياسي كندي، ولد في 11 أكتوبر 1843 في شورديتش ‏ في المملكة المتحدة، وتوفي في 20 نوفمبر 1919 في فانكوفر في كندا. نشط حزبياً في Conservative Party of British Columbia ‏.